# Amaral Cirne
Francisco António do Amaral Cirne Júnior (Salreu, 29 de Agosto de 1850 — Salreu, 4 de Outubro de 1882) foi um professor e pedagogo português.
Como pedagogo, inspirado em obras de Jacobs e de António Feliciano de Castilho elaborou um "Método de Leitura" e fundou uma escola privada, onde ensinaram entre outros, Guerra Junqueiro e João de Deus. Foi um opositor do método preconizado na Cartilha Maternal de  João de Deus.
Amaral Cirne, sendo um seguidor das teorias positivistas (Auguste Comte e Herbert Spencer), foi um dos colaboradores de revista O Positivismo dirigida por Teófilo Braga e Júlio de Matos.

## Obras

### Opúsculos
- Exame da Cartilha Maternal[4]
- A Arte da Leitura de Joãode Deus
- Resumo da História da Pedagogia
- Verdades sobre a Cartilha Maternal